# Landesregierung Josef Krainer junior III
Die Landesregierung Josef Krainer junior III wurde nach der Landtagswahl in der Steiermark 1986 am 18. Oktober 1986 vom Steiermärkischen Landtag ernannt. Die Landesregierung von Josef Krainer junior bestand bis zur Wiederwahl am 18. Oktober 1991. Trotz absoluter Mehrheit im Parlament wurden aufgrund des Proporzsystems neben den fünf ÖVP-Mandaten vier SPÖ-Mandate vergeben.
Neben anderem Personalwechsel in der Gesetzgebungsperiode übernahm ab 21. Juni 1988 die spätere Landeshauptfrau Waltraud Klasnic, (ÖVP), den Posten des Landesrates Helmut Heidinger, (ÖVP). Am 3. April 1990 trat Hans Gross, (SPÖ), als 1. Landeshauptmann-Stellvertreter von allen Ämtern zurück und wurde von Peter Schachner-Blazizek am selben Tag abgelöst. Damit wurde sowohl Landeshauptmann und Landeshauptmann-Stellvertreter von einem Sohn eines ehemaligen Amtsinhabers, welche in früheren Landesregierungen Zusammenarbeit geleistet haben, besetzt. 

## Regierungsmitglieder
| Amt                                                     | Name                     | Partei | Ressorts |
| ------------------------------------------------------- | ------------------------ | ------ | -------- |
| Landeshauptmann                                         | Josef Krainer junior     | ÖVP    |          |
| 1. Landeshauptmann-Stellvertreter                       | Peter Schachner-Blazizek | SPÖ    |          |
| 2. Landeshauptmann-Stellvertreter                       | Kurt Jungwirth           | ÖVP    |          |
| Landesrat                                               | Franz Hasiba             | ÖVP    |          |
| Landesrätin                                             | Waltraud Klasnic         | ÖVP    |          |
| Landesrat                                               | Christoph Klauser        | SPÖ    |          |
| Landesrat                                               | Hermann Schaller         | ÖVP    |          |
| Landesrat                                               | Dieter Strenitz          | SPÖ    |          |
| Landesrat                                               | Erich Tschernitz         | SPÖ    |          |
| Vorzeitig ausgeschiedene Mitglieder der Landesregierung |                          |        |          |
| 1. Landeshauptmann-Stellvertreter                       | Hans Gross               | SPÖ    |          |
| Landesrat                                               | Josef Gruber             | SPÖ    |          |
| Landesrat                                               | Gerhard Heidinger        | SPÖ    |          |
| Landesrat                                               | Helmut Heidinger         | ÖVP    |          |